# Paepalanthus homomallus
Paepalanthus homomallus là một loài thực vật có hoa trong họ Eriocaulaceae. Loài này được (Bong.) Mart. ex Körn. mô tả khoa học đầu tiên năm 1863.